# Веругал (підрозділ окружного секретаріату)
Підрозділ окружного секретаріату Веругал також Веругале-Екліпсе і Еаччалампатту — підрозділ окружного секретаріату округу Тринкомалі, Східна провінція, Шрі-Ланка. Складається з 9 Грама Ніладхарі.

## Демографія
| №    | Грама Ніладхарі    | Населення | Чоловіки | Жінки | Діти  | Дорослі |
| ---- | ------------------ | --------- | -------- | ----- | ----- | ------- |
| 214D | Анайтееву          | 1,336     | 640      | 696   | 589   | 747     |
| 214  | Еаччілампатту      | 366       | 180      | 186   | 182   | 184     |
| 214E | Веругалмугаттувара | 1,657     | 798      | 859   | 843   | 814     |
| 214B | Поонагар           | 1,001     | 511      | 490   | 475   | 526     |
| 214G | Каруккаамунай      | 817       | 400      | 417   | 377   | 440     |
| 214A | Веругал            | 1,440     | 680      | 760   | 686   | 754     |
| 214F | Ланкайтутурамугаті | ‐         | ‐        | ‐     | ‐     | ‐       |
| 214H | Поомарататадічена  | ‐         | ‐        | ‐     | ‐     | ‐       |
| 214C | Іланкітурай        | ‐         | ‐        | ‐     | ‐     | ‐       |
|      | Всього             | 6,617     | 3,209    | 3,408 | 3,152 | 3,465   |